# Pycnonotus
Pycnonotus é um género de ave passeriformes da família Pycnonotidae.

## Espécies
Este género contém as seguintes 31 espécies:
- Pycnonotus simplex
- Pycnonotus plumosus
- Pycnonotus brunneus
- Pycnonotus zeylanicus
- Pycnonotus tympanistrigus
- Pycnonotus pseudosimplex
- Pycnonotus cinereifrons
- Pycnonotus luteolus
- Pycnonotus blanfordi
- Pycnonotus conradi
- Pycnonotus finlaysoni
- Pycnonotus davisoni
- Pycnonotus flavescens
- Pycnonotus snouckaerti
- Pycnonotus bimaculatus
- Pycnonotus leucops
- Pycnonotus xantholaemus
- Pycnonotus penicillatus
- Pycnonotus xanthorrhous
- Pycnonotus sinensis
- Pycnonotus taivanus
- Pycnonotus jocosus
- Pycnonotus goiavier
- Pycnonotus cafer
- Pycnonotus aurigaster
- Pycnonotus leucotis
- Pycnonotus leucogenys
- Pycnonotus xanthopygos
- Pycnonotus nigricans
- Pycnonotus barbatus
- Pycnonotus capensis